# Ayase
Ayase (japanisch 綾瀬市, -shi) ist eine Stadt im Zentrum der Präfektur Kanagawa.

## Geographie
Ayase liegt südlich von Tokio, westlich von Yokohama und Yamato, nördlich von Fujisawa und östlich von Ebina.

## Wirtschaft
Ayasa ist seit Langem ein Reis produzierender Ort. Die Stadt wuchs in letzter Zeit als beliebtes Wohngebiet. Schweinezucht und Gartenkulturen sind die wichtigsten Wirtschaftszweige.
Nach dem Zweiten Weltkrieg wurde in Ayase, wie auch im benachbarten Yamato, ein Stützpunkt der United States Army errichtet.

## Angrenzende Städte und Gemeinden
- Ebina
- Yamato
- Fujisawa

## Städtepartnerschaften
- Kashiwa, Japan, seit 1967

## Weblinks

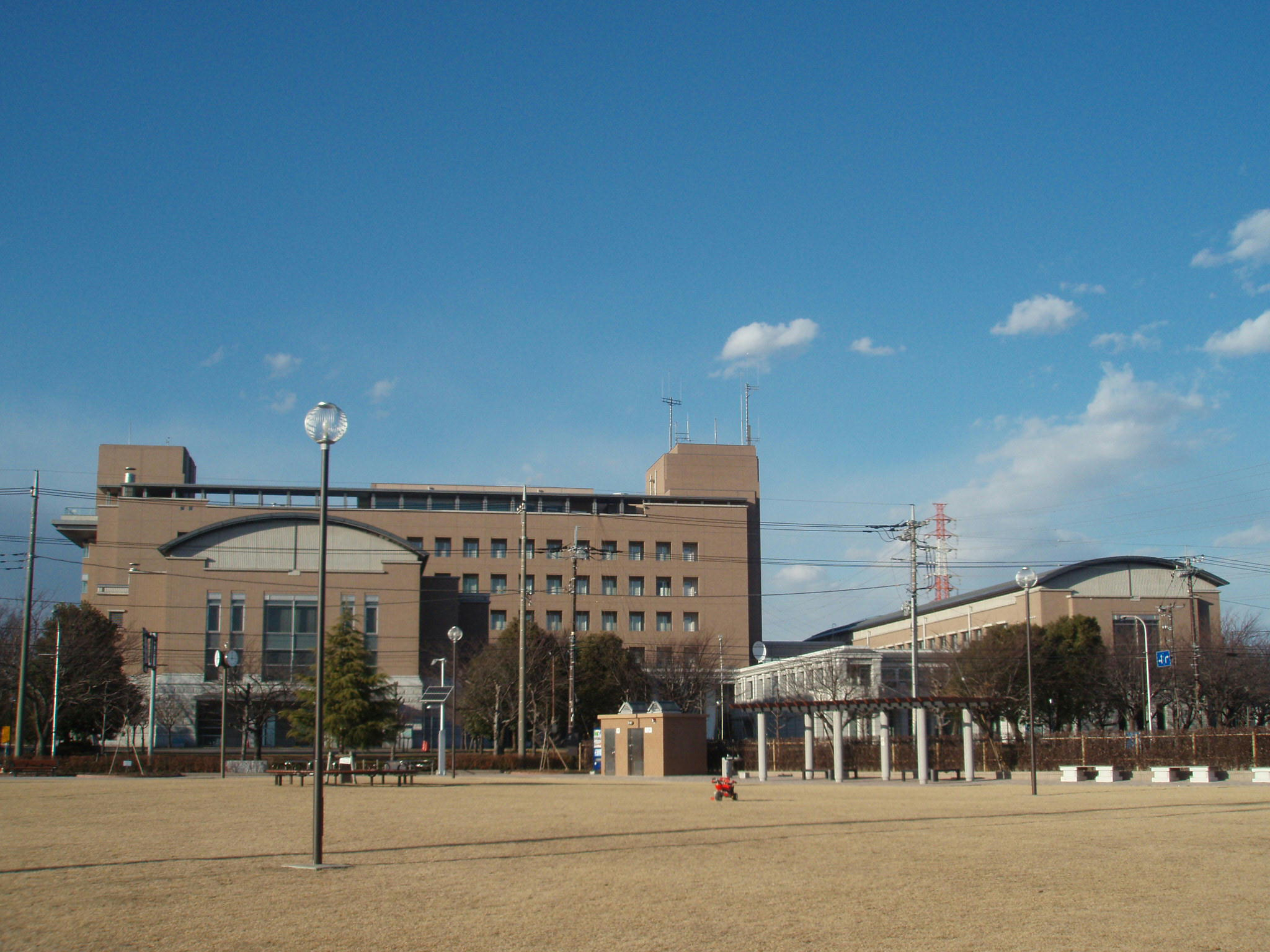
Rathaus von Ayase

## Persönlichkeiten
- Ryō Iida (* 1993), Fußballspieler
- Yasumasa Kawasaki (* 1992), Fußballspieler
- Kōtarō Taniguchi (* 1994), Leichtathlet